# Kosterbrug
De Kosterbrug was een brug in Amsterdam-West.
De ophaalbrug is genoemd naar Henrik Gustavus Koster, boekhandelaar in Amsterdam. Hij had architect IJme Gerardus Bijvoets opdracht gegeven een nieuwe boekwinkel met bovenwoningen te bouwen aan de Overtoomsevaart.
De gemeente Nieuwer Amstel was toen zo vriendelijk de zo ontstane dwarsstraat ter plaatse naar hem te noemen: H.G. Kosterstraat. De burg lag in het verlengde van die nieuwe straat. Die straat werd bij de annexatie in 1896 door de gemeente Amsterdam omgedoopt tot Gerard Brandtstraat. Amsterdam had namelijk al de Maarten Jansz. Kosterstraat.
Over de Kosterburg kon alleen stapvoets worden gereden, net zoals op de kaden ernaartoe. Die waren aan het eind van de 19e eeuw in erbarmelijke staat. Er waren wel plannen tot demping van de Overtoomsevaart, maar er was geen geld. Buurtbewoners wilden de vaart of dempen of uitbaggeren, de gemeente nam maar geen beslissing en gebruikte het ene verzoek tegen het ander. In 1904 was er echter genoeg geld en werd tot demping overgegaan, daarmee verdween ook de Kosterbrug.